# Religija u Lihtenštajnu
Religija u Lihtenštajnu zastupljena je s nekoliko vjerskih zajednica.

## Povijest
U starom vijeku ovdje su se na području Lihtenštajna štovali plemenski kultovi. U starorimskoj državi štovala su se rimska božanstva. Kršćanstvo se širi iz obližnje Italije. 
Protestantizam se djelimice proširio ali nije se zadržao u bitnom obujmu. 

## Vjerska struktura
Procjene koje navodi CIA za 2010. govore o sljedećem vjerskom sastavu:
- rimokatolici (službena) 75,9%
- protestanti - reformirani 6,5%
- muslimani 5,4%
- luterani 1,3%
- ostali 2,9%
- nikoje vjere 5,4%
- nespecificirani 2,6%

## Galerija
- Širenje kršćanstva u Europi i na Sredozemlju.
- Europa u doba velike podjele 1054. godine.
- Religija u Europi, na Sredozemlju i na Bliskom Istoku 1100.
- Religije u Europi 1560.